# Heeresgruppe A
Heeresgruppe A was een legergroep van het Duitse leger tijdens de Tweede Wereldoorlog. Deze Heeresgruppe werd diverse keren opgericht en hernoemd.

## Geschiedenis

### 26 oktober 1939 - 22 juni 1941
Na de inval in Polen werd op 26 oktober Heeresgruppe Süd hernoemd in Heeresgruppe A en werd zij aan het Westfront ingezet in de regio Eifel. Ze nam deel aan Fall Gelb en later bij Duinkerken. In juni 1940 werd Heeresgruppe A ingezet bij Fall Rot, de definitieve aanval op Frankrijk en vormde zij de spits richting de Zwitserse grens om zo de Maginotlinie af te grendelen. Vanwege Operatie Barbarossa werd ze naar het Oostfront verplaatst en op 22 juni omgedoopt tot Heeresgruppe Süd.

### Augustus 1942 - 30 maart 1944
In augustus 1942 werd Heeresgruppe A opnieuw opgericht met een deel van Heeresgruppe Süd om het zomeroffensief richting de Kaukasus en Stalingrad te ondersteunen. Op 30 maart werd ze hernoemd in Heeresgruppe Südukraine.

### 23 september 1944 - 25 januari 1945
Heeresgruppe Nordukraine werd in september 1944 hernoemd in Heeresgruppe A en was daarmee verantwoordelijk voor de verdediging van het front tussen Polen en Slowakije. Echter na uiteengeslagen te zijn door het offensief bij de Weichsel werd zij hernoemd in Heeresgruppe Mitte.

## Commando[1]
| Rang                      | Naam               | Begin             | Eind              | Opmerking                                      |
| ------------------------- | ------------------ | ----------------- | ----------------- | ---------------------------------------------- |
| Generalfeldmarschall      | Gerd von Rundstedt | 15 oktober 1939   | 1 oktober 1940    |                                                |
|                           |                    | 1 oktober 1940    |                   | Naamswijziging in Oberkommando West            |
|                           |                    | Juli 1942         |                   |                                                |
| Generalfeldmarschall      | Wilhelm List       | 10 juli 1942      | 10 september 1942 |                                                |
| Führer                    | Adolf Hitler       | 10 juli 1942      | 21 november 1942  |                                                |
| Generalfeldmarschall      | Ewald von Kleist   | 21 november 1942  | Juni 1943         |                                                |
| General der Gebirgstruppe | Hubert Lanz        | Juni 1943         | Juli 1943         |                                                |
| Generalfeldmarschall      | Ewald von Kleist   | Juli 1943         | 25 maart 1944     |                                                |
| Generaloberst             | Ferdinand Schörner | 25 maart 1944     | 31 maart 1944     |                                                |
|                           |                    | 31 maart 1944     |                   | Naamswijziging in Heeresgruppe Südukraine      |
|                           |                    | September 1944    |                   | Gehergroepeerd vanuit Heeresgruppe Nordukraine |
| Generaloberst             | Josef Harpe        | 28 september 1944 | 17 januari 1945   |                                                |
| Generaloberst             | Ferdinand Schörner | 17 januari 1945   | 26 januari 1945   |                                                |
|                           |                    | 26 januari 1945   | 8 mei 1945        | Naamswijziging in Heeresgruppe Mitte           |

## Eenheden
| Periode        | Eenheden                                                  |
| November 1939  | 16. Armee, 12. Armee                                      |
| Mei 1940       | 16. Armee, 12. Armee, 4. Armee, 2. Armee                  |
| Juni 1940      | 16. Armee, 12. Armee, 2. Armee, Panzergruppe Guderian     |
| Juli 1940      | 6. Armee, 16. Armee, 9. Armee                             |
| Augustus 1940  | 9. Armee, 16. Armee                                       |
| Mei 1941       | 6. Armee, 17. Armee                                       |
| Augustus 1942  | 1. Panzerarmee, Armeegruppe Ruoff, 11. Armee              |
| September 1942 | 1. Panzerarmee, Armeegruppe Ruoff                         |
| Januari 1943   | 1. Panzerarmee, 17. Armee                                 |
| Februari 1943  | 17. Armee                                                 |
| Oktober 1943   | 6. Armee, 17. Armee                                       |
| Januari 1944   | 3e Roemeense Leger, 17. Armee                             |
| Maart 1944     | 6. Armee, 3e Roemeense Leger, 17. Armee                   |
| Oktober 1944   | 4. Panzerarmee, 17. Armee, Armeegruppe Heinrici           |
| November 1944  | 4. Panzerarmee, 17. Armee, 1. Panzerarmee                 |
| December 1944  | 9. Armee, 4. Panzerarmee, 17. Armee, 1. Panzerarmee       |
| Januari 1945   | 9. Armee, 4. Panzerarmee, 17. Armee, Armeegruppe Heinrici |

## Veldslagen
- Fall Gelb
- Fall Rot